# سایبرپانک ۲۰۷۷
سایبرپانک ۲۰۷۷ (به انگلیسی: Cyberpunk 2077) یک بازی ویدئویی در سبک نقش‌آفرینی اکشن است که توسط سی‌دی پروجکت رد توسعه یافته و به‌وسیلهٔ سی‌دی پراجکت در ۱۰ دسامبر ۲۰۲۰ برای مایکروسافت ویندوز، گوگل استادیا و کنسول‌های پلی‌استیشن ۴ و ایکس‌باکس وان منتشر شده‌است. ابن بازی همچنین در ۱۵ فوریه ۲۰۲۲ برای پلی‌استیشن ۵ و اکس‌باکس سری اکس/اس عرضه شد. در تریلر نمایش داده شده در ای۳ ۲۰۱۹ مشخص شد که کیانو ریوز، هنرپیشه کانادایی، با استفاده از موشِن کَپچِر و صداگذاری در نقش شخصیت جانی سیلورهند ایفای نقش می‌کند. این بازی برگرفته از فرنچایز سایبرپانک است و داستان آن در پادآرمان‌شهر نایت سیتی، جهانی باز که از ۶ منطقهٔ مشخص تشکیل شده‌است اتفاق می‌افتد. در این بازی که از زاویه دید اول شخص دنبال می‌شود بازیکن کنترل یک فرد مزدور با عنوان V را در دست خواهد داشت که می‌تواند با کسب تجربه در سه کلاس مهارت کسب کند.
سایبرپانک ۲۰۷۷ با استفاده از موتور بازی‌سازی ردانجین ۴ و تیمی متشکل از ۵۰۰ نفر ساخته شد. بازی قرار بود در ۱۹ نوامبر ۲۰۲۰ منتشر شود ولی سازندهٔ بازی طی بیانیه‌ای در توییتر تاریخ انتشار را تا ۱۰ دسامبر ۲۰۲۰ (۲۰ آذر ۱۳۹۹) عقب انداخت. بدین ترتیب بازی در جوایز بازی ۲۰۲۰ حضور نداشت. بازی به دلیل روایت، محیط و گرافیکش مورد تحسین منتقدان قرار گرفت، گرچه برخی از عناصر گیم‌پلی آن نقدهای متفاوتی دریافت کردند. بازی همچنین به دلیل نمایش شخصیت‌های تراجنسیتی با انتقاداتی مواجه شد. تا آوریل ۲۰۲۲ بیش از ۱۸ میلیون نسخه از بازی به فروش رسید. یک بسته الحاقی به نام فانتوم لیبرتی (Phantom Liberty) قرار است در سال ۲۰۲۳ بر روی رایانه‌های شخصی و کنسول‌های نسل نهم انتشار یابد.
همان‌طور که از اسم این بازی مشخص است، سایبرپانک ۲۰۷۷ در سال ۲۰۷۷ جریان دارد و در شهر نایت‌سیتی (Night city)، ربات‌ها، خودروها و چیزهای آینده‌نگر زیادی وجود دارد.

## گیم‌پلی
سایبرپانک ۲۰۷۷ یک بازی نقش‌آفرینی اکشن در زاویه دید اول شخص است. بازیکن کنترل فردی به نام «وی: V» را در اختیار دارد و می‌تواند صدا، چهره، مو، ریش و سبیل، لباس‌ها، ظاهر بدنی و مهارت‌های V را شخصی‌سازی کند. پنج دستهٔ آماری در بازی وجود دارد، بدن، هوش، واکنش، فنی و خونسردی. بازیکن باید برای ارتقا و خرید ایمپلنت‌های سایبری با یک ریپرداک ملاقات کند. بازیکن می‌تواند سنگرگیری و هدف‌گیری کند، بدود، بپرد و سر بخورد.
سه نوع سلاح وجود دارد که قابل شخصی‌سازی و تغییر هستند: قدرت، فناوری (که به دیوارها نفوذ می‌کند) و هوشمند. اسلحه‌های دوربرد برای کمانه کردن گلوله‌ها در جهت هدف و کاهش سرعت آن‌ها مجهز می‌شوند. استفادهٔ پیاپی از یک سلاح باعث افزایش دقت و سرعت خشاب پرکنی آن می‌شود که در انیمیشنهای شخصیت مشخص است. اسلحه‌سازان سلاح‌ها را تغییر و ارتقا می‌دهند و همچنین می‌توان سلاح‌های جدید از آن‌ها خریداری کرد یا سلاح‌های قدیمی را به آن‌ها فروخت. قابل توجه است که بازی را می‌توان حتی بدون کشتن کسی، با استفاده از گزینه‌های غیرکشنده برای سلاح و نرم‌افزارهای سایبری به پایان رساند.
کلان‌شهر جهان‌باز نایت‌سیتی متشکل از شش منطقه است: سیتی‌سنتر، واتسون، وست‌بروک، هی‌وود، پسیفیکا و سانتو دومینگو. منطقهٔ اطراف شهر که بدلندز (Badlands) نام دارد نیز قابل کاوش است. عابران پیاده در برابر برخورد وسایل نقلیه آسیب‌پذیر هستند. بسته به مکان، بازیکن اگر مرتکب جرمی شود به پلیس گزارش داده می‌شود. همچنین ایستگاه‌های رادیویی مختلفی وجود دارند که می‌توان به آن‌ها گوش داد. چرخهٔ کامل روز و شب و آب و هوای پویا بر نحوهٔ رفتار شخصیت‌های غیر بازیکن تأثیر می‌گذارند.
V یک واحد آپارتمان و یک گاراژ در اختیار دارد. نایت‌سیتی دارای شخصیت‌های غیرانگلیسی زبان است که زبان‌های آن‌ها را می‌توان با امپلنت‌های مخصوص ترجمه کرد. (Braindance) دستگاهی است که به بازیکن اجازه می‌دهد تجربیات دیگران را تجربه کند. امتیازات تجربه از مأموریت‌های اصلی به دست می‌آیند و آمار را تقویت می‌کنند. مأموریت‌های جانبی، مهارت‌های بازکردن قفل، فروشندگان، مکان‌ها و مأموریت‌های اضافی را دربردارند. مأموریت‌ها از شخصیت‌هایی گرفته می‌شوند که به عنوان (Fixer) شناخته می‌شوند. مواد مصرفی مانند نوشابه برای افزایش جان استفاده می‌شوند. اشیا را می‌توان در موجودی (inventory) بررسی کرد. مینی‌گیم‌ها شامل هک کردن، بوکس، مسابقات اتومبیل‌رانی، هنرهای رزمی و میادین تیراندازی است. انتخاب‌های بازیکن در طول بازی به پایان‌های مختلف می‌انجامد.

## خلاصه

### موقعیت
نایت سیتی یک کلانشهر آمریکایی در ایالت آزاد کالیفرنیای شمالی است که توسط شرکت‌ها کنترل می‌شود و قوانین کشور و ایالت شامل حال آن نمی‌شود. در این شهر درگیری باندها و نهادهای حاکم بر شهر بسیار گسترده‌است. این شهر برای کارهای روزمره مثل جمع‌آوری زباله، نگهداری و حمل و نقل عمومی به رباتها متکی است. هویت بصری شهر برگرفته از چهار دوره‌ای است که پشت سر گذاشته: austere Entropism, colourful Kitsch, imposing Neo-Militarism و opulent Neo-Kitsch. به دلیل تهدید دائمی آسیب فیزیکی، همهٔ شهروندان مجاز به حمل سلاح گرم هستند.

### داستان
بازی با انتخاب یکی از سه مسیر زندگی برای شخصیت بازیکن، V آغاز می‌شود: Nomad, Streetkid, Corpo. هر سه مسیر زندگی شامل شروع یک زندگی جدید در نایت‌سیتی با اراذل محلی از جمله جکی ولز، و داشتن ماجراجوییهای مختلف با یک نت‌رانر به نام T-Bug است.
یک دلال محلی به نام دکستر دشان (Dexter DeShawn), V و جکی را اسخدام می‌کند تا یک بایوچیپ را که به نام (the Relic) شناخته می‌شود، از شرکت آراساکا بدزدند. آن‌ها Relic را بدست می‌آورند اما وقتی شاهد قتل رئیس شرکت، سابورو آراساکا به دست پسر خیانتکارش یورینوبو آراساکا می‌شوند نقشه به هم می‌خورد. یورینوبو قتل را با عنوان مسمومیت پنهان و یک عملیات امنیتی را آغاز می‌کند که در آن نت‌رانرهای آراساکا تی باگ را می‌کشند. V و جکی فرار می‌کنند، اما جکی در طی فرار به طرز مرگباری مجروح می‌شود و قاب محافظ Relic آسیب می‌بیند. این مسئله V را مجبور می‌کند تا بایوچیب را در سایبرافزار سرش وارد کند.
جکی می‌میرد. V به آپارتمان دشان می‌رود و دشان که از توجه ناخواستهٔ پلیس خشمگین شده‌است به سر V شلیک و او را در محل دفن زباله در خارج از شهر رها می‌کند تا بمیرد. پس از بیدار شدن، V توسط شبح دیجیتال کهنه سرباز جنگ، تبدیل شده به ستارهٔ نمادین راک، جانی سیلورهند (Johnny Silverhand) (کیانو ریوز)، که گمان می‌رود در سال ۲۰۲۳ در جریان یک حملهٔ هسته‌ای به برج آراساکا جان باخت، تسخیر می‌شود. V از گفته‌های ویکتور وکتور، ripperdoc خود، متوجه می‌شود که گلولهٔ دشان نانوتکنولوژی رستاخیز را بر روی بایوچیپ ایجاد کرده، آسیب‌های وارده به مغز V را ترمیم کرده و اما فرآیندی برگشت‌ناپذیر برای بازنویسی خاطراتش با خاطرات جانی شروع شده‌است. و برای V تنها چند هفته باقی مانده تا این فرایند تکمیل شود و پس از آن او جان خود را از دست می‌دهد. بایوچیپ را نمی‌توان خارج کرد، بنابراین V باید راهی برای حذف جانی و زنده ماندن پیدا کند.
V با یادآوری خاطرات جانی متوجه می‌شود که در سال ۲۰۲۳، دوست‌دختر آن زمان جانی، آلیکس ویلتون ریگان، Soulkiller را ایجاد کرده‌است، هوش مصنوعی‌ای که می‌تواند از راه پیوندهای عصبی، از ذهن نت‌رانرها کپی برداری کند. آراساکا آلیکس را ربود و او را مجبور کرد تا نسخه‌ای از Soulkiller را بسازد که ذهن اهداف خود را در قعلهٔ دیجیتالی آراساکا، می‌کوشی، ذخیره می‌کند. جانی یک مأموریت را برای نجات آلیکس رهبری کرد، اما قبل از اینکه آراساکا از Soulkiller بر روی او استفاده کند نتوانست او را پیدا کند. حملهٔ بعدی جانی پوششی بود برای رهایی هوشیاری آلیکس از زیرشبکهٔ آراساکا. اما آراساکا او را دستگیر کرد و از Soulkiller بر روی او نیز استفاده کرد.
تا سال ۲۰۷۷ آراساکا برنامهٔ Secure your soul را تبلیغ می‌کرد و تحقیقات مخفیانه‌ای را برای نوشتن یک نسخهٔ دیجیتالی از یک ذهن، در مغز انسان زنده انجام می‌داد که Relic از آن برخاسته است. در نهایت V باید تصمیم بگیرد که آیا برای دسترسی فیزیکی به می‌کوشی و استفاده از Soulkiller برای حذف جانی از بدن خود، حمله‌ای به برج آراساکا انجام دهد یا برای استخراج Relic با آراساکا معامله کند.
بسته به اقدامات بازیکن در طول بازی V می‌تواند گزینه‌های مختلفی را برای انجام حمله انتخاب کند. V می‌تواند به جانی اجازه دهد تا حمله را با خدمهٔ قبلی خود انجام دهد. یا جانی را نادیده بگیرد و با شبکه‌ای از متحدان که در طول بازی جمع می‌کند حمله را انجام دهد. یا حمله را انفرادی انجام دهد یا به سادگی خودکشی کند. صرف نظر از این موضوع، چه پس از استفادهٔ موفقیت‌آمیز از Soulkiller یا چه پس از انجام عمل جراحی توسط آراساکا، مشخص می‌شود که آسیب وارده به بدن V غیرقابل بازگشت است. بسته به انتخاب بازیکن، V یا درخواست می‌کند که آراساکا او را در قلعهٔ می‌کوشی بارگذاری کند تا زمانی که یک میزبان مناسب پیدا شود، یا با امید به زندگی نامشخص خود ادامه دهد یا به جانی اجازه می‌دهد که کنترل را برای همیشه در دست گیرد. اگر تصمیم آخر اتخاذ شود جانی نایت‌سیتی را ترک می‌کند تا زندگی جدیدی را آغاز کند.

## توسعه
سایبرپانک ۲۰۷۷ توسط سی‌دی پروجکت رد در ورشو و کراکوف توسعه داده شد، در حالی که دفتر ورکلاو (Wrocław) حدود چهل نفر را به تحقیق و توسعه اختصاص داد. این بازی بر اساس فرنچایز بازی‌های نقش‌آفرینی سایبرپانک مایک پاندسمیت است. پوندسمیت مشاوره در مورد این پروژه را در سال ۲۰۱۲ آغاز کرد. او همچنین در آن به صورت یک شخصیت ظاهر می‌شود. این بازی تأثیرات خود را از فیلم بلید رانر در سال ۱۹۸۲، مجموعهٔ مانگا و انیمه شبح درون پوسته، بازی‌های ویدئویی سیستم شاک (۱۹۹۴)، و دئوس اکس (۲۰۰۰) گرفت. هزینهٔ ساخت این بازی ۳۱۳ میلیون دلار آمریکا برآورد شده که آن را به یکی از پرهزینه‌ترین بازی‌های ساخته شده تبدیل کرده‌است.
پس از اینکه سی‌دی پروجکت رد ساخت بازی ویچر ۳ را به پایان رساند این بازی با حدود ۵۰ کارمند وارد مرحلهٔ پیش‌تولید شد. این تیم به مرور زمان گسترش یافت و از اندازهٔ تیم ویچر ۳ فراتر رفت. پس از انتشار ویچر ۳ تیم شروع به ارتقای رد انجین ۳ برای سایبرپانک ۲۰۷۷ کرد که در ادامه نسخهٔ بعدی موتور رد انجین یعنی رد انجین ۴ ساخته شد و از آن برای ساخت بازی استفاده کرد. در مارس ۲۰۱۸ یک استودیوی جدید در ورکلاو برای کمک به تولید افتتاح شد.
زاویه دید اول شخص برای غوطه‌ور کردن بازیکنان در دنیای بازی انتخاب شد. کات‌سینها و گیم‌پلی هر دو به صورت اول شخص ساخته شدند تا به‌طور یکپارچه با یکیدیگر ترکیب شوند. طراحان مأموریت‌ها بر روی توانمند ساختن بازیکنان برای تصمیم‌گیری در مورد ترتیب انجام مأموریت‌ها تمرکز داشتند. مأموریت‌های جانبی اغلب از قسمت‌های پرداخته نشدهٔ داستان اصلی ساخته می‌شدند. داستان کوتاه‌تر از داستان بازی ویچر ۳ است چرا که سی‌دی پروجکت رد متوجه شد که بسیاری از بازیکنان، ویچر ۳ را به دلیل طولانی بودن آن تمام نکرده‌اند.
فیلمنامه به زبان لهستانی نوشته شده بود و گروهی جداگانه دیالوگ را به انگلیسی ترجمه کردند. بومی‌سازی انگلیسی پایهٔ همهٔ نسخه‌های زبانی به جر نسخهٔ لهستانی بود، با این حال تعیین‌کننده‌ای نبود که باید خط به خط ترجمه می‌شد و به مترجم‌ها اجازهٔ خلاقیت می‌داد. فیلمنامه‌نویسان در ضبط دیالوگ‌های لهستانی شرکت کردند و اطلاعات بیشتری در مورد شخصیت‌ها و زمینهٔ موقعیت به بازیگران ارائه دادند و به آن‌ها کمک کردند تا خود را در نقش شخصیت قرار دهند. دیالوگ‌هایی که قبلاً به زبان لهستانی یا انگلیسی ضبط شده بودند، در اختیار نویسندگان نسخه‌های بعدی قرار گرفتند تا به درستی احساسات بازیگران را منتقل کنند. بازیگران لهستانی و انگلیسی شرکت‌کننده در ضبط، که سازندگان بازی نیز در آن حضور داشتند، تغییراتی را در دیالوگ‌ها پیشنهاد دادند.
نایت‌سیتی با کمک برنامه‌ریزان شهری طراحی شد و معماری آن برگرفته از سبک بروتالیسم بود. تا اوت ۲۰۱۸ داستان بازی کامل شد. محتوا تا اواسط سال ۲۰۱۹ تقریباً کامل شد. کارکنان دورکاری را در مارس ۲۰۲۰ به دلیل همه‌گیری کووید ۱۹ شروع کردند. در اکتبر ۲۰۲۰ سایبرپانک ۲۰۷۷ برای تولید عرضه شد. ایستگاه‌های رادیویی درون بازی موسیقی‌های اصلی را توسط هنرمندان متعددی که دارای مجوز هستند پخش می‌کنند. سباستین استپین تا اوایل سال ۲۰۱۹ به عنوان نویسندهٔ اصلی و کارگردان خلاق فعالیت می‌کرد.

## بازتاب‌ها
| گردآورنده | امتیاز                                       |
| --------- | -------------------------------------------- |
| متاکریتیک | ۸۶/۱۰۰ (پی‌سی) ۵۰/۱۰۰ (پی‌اس۴) ۵۱/۱۰۰ (اکس‌وان) |

| ناشر         | امتیاز    |
| ------------ | --------- |
| گیم اینفورمر | ۹۰/۱۰۰    |
| گیم‌اسپات     | ۷/۱۰      |
| گیمز ریدار+  | 5/5 ستاره |
| آی‌جی‌ان       | ۹/۱۰      |

سایبرپانک ۲۰۷۷ بر پایهٔ بازبینی جمعی وبگاه متاکریتیک به‌طور کلی با واکنش‌های بسیار مثبتی در بخش‌هایی از سوی منتقدان همراه بود و در نسخهٔ کامپیوتر با میانگین امتیاز ۸۵ از ۱۰۰ بر پایهٔ ۸۹ نقد قرار دارد. بیشتر موارد مثبت به داستان بسیار خوب و عمیق بازی و همچنین اتمسفر و فضای بسیار خوب در دنیای متمرکز بود. سیستم رانندگی در بازی بسیار نوین و موفق بوده به طوری که استرس و هیجان را می‌توان در فضای رانندگی بازی مشاهده کرد.

## مشکلات
در نسخه کنسول‌های نسل هشتمی پلی‌استیشن ۴ و ایکس‌باکس وان، این بازی واکنش‌های منفی را داشت که بیشتر آن مربوط به وجود مشکلات گرافیکی در این دو نسخه بوده‌است و شامل باگ‌های مختلفی است. مشکلات برنامه‌نویسی مانند منقطع بودن سرعت تغییر تصویرها (frame rate)، یا بریدگی تصویر (screen tearing)، و از کار افتادن بازی، بیشتر در کنسول‌های قدیمی‌تر مانند پلی‌استیشن ۴ و اکس‌باکس وان بوده‌است. به دلیل عملکرد ضعیف سایبرپانک در این دو نسخه شرکت سی‌دی پراجکت رد مجبور به پوزش از کاربران شد و اعلام کرد هر کاربری که ناراضی است می‌تواند این بازی را پس دهد. بسیاری از کاربران که بازی را تحت عنوان پیش خرید تهیه کرده بودند نیز بازی را پس دادند. شرکت سونی هم به‌طور رسمی در ۱۷ دسامبر ۲۰۲۰ اعلام کرد به دلیل عملکرد ضعیف بازی بر روی نسخه پلی استیشن ۴ این بازی از فهرست بازی‌های فروشگاه پلی استیشن حذف می‌شود. پس از رفع برخی از مشکلات، بازی دوباره در ژوئن سال ۲۰۲۱ در فروشگاه پلی‌استیشن قرار گرفت. شرکت مایکروسافت هم با پررنگ شدن مشکلات سایبرپانک قبل از خرید شما در مایکروسافت استور به شما اخطار می‌دهد که خیلی از کاربران این بازی در کنسول ایکس‌باکس وان و ایکس‌باکس سری اکس/اس به مشکل برخوردند.
سی‌دی پروجکت گفت در ژانویه و فوریه ۲۰۲۱ وصله‌های نرم‌افزاری را برای رفع این مشکلات منتشر می‌کند. این موضوع با انتقاد کارمندان شرکت مواجه شد زیرا برای رفع نواقص کارمندان سی‌دی پروجکت باید اضافه‌کاری کنند و این شرکت پیشتر قول داده بود چنین فشارهایی را بر کارکنانش وارد نکند. در آخر با ارائه dlc جدیدی برای بازی به نام Cyberpunk 2077 Phantom Liberty و همچنین آپدیت های منظم نرم افزاری اکثریت مشکلات بازی بر طرف شد و کاربران از وضعیت فعلی بازی استقبال کردند.

## رسانه‌های مرتبط
یک مجموعه انیمیشن به نام سایبرپانک: اج رانرز در سال ۲۰۲۲ منتشر شد. این مجموعه به عنوان یک پیش‌درآمد عمل می‌کند و حدود یک سال قبل از رویدادهای سایبرپانک ۲۰۷۷ اتفاق می‌افتد.

## دنباله
دنباله‌ای با اسم رمز Project Orion در اکتبر ۲۰۲۲ اعلام شد. این بازی توسط CD Projekt North America، که استودیوهایی در ونکوور و بوستون دارد توسعه خواهد یافت. چندین عضو اصلی تیمی که سابقهٔ کار در سایبرپانک ۲۰۷۷ را دارند در این پروژه حضور دارند و به بوستون منتقل خواهند شد تا روی بازی کار کنند. توسعهٔ بازی پس از انتشار بسته الحاقی Phantom Liberty آغاز خواهد شد.